# Jack Austin Warner
Jack Austin Warner (Río Claro, Trinitat i Tobago, 26 de gener de 1943) més conegut com a Jack Warner i també com a Jack A. Warner o Austin Jack Warner, és un polític, professor d'història, empresari i dirigent esportiu de la república de Trinitat i Tobago. Jack Warner ha exercit els càrrecs de secretari general i assessor especial de l'Associació de Futbol de Trinitat i Tobago (TTFA), president de la Unió Caribenya de Futbol, president de la Confederació del Nord, Centreamèrica i el Carib de Futbol Associació (CONCACAF), vicepresident de la Federació Internacional de Futbol Associació (FIFA) i membre del Comitè Executiu de la FIFA.
Jack Warner també ha estat ministre de Seguretat Nacional de Trinitat i Tobago i membre electe del parlament pel partit liberal independent (ILP) entre 2007 i 2015. És el propietari del Joe Public FC, un club de futbol professional a la ciutat de Tunapuna, a l'illa de Trinitat.
El maig de 2015, va ser un dels alts executius de la FIFA acusats de diversos delictes de corrupció en el marc de les investigacions dirigides pel Departament de Justícia dels Estats Units en el conegut com a Cas Fifagate. Warner es va lliurar a les autoritats judicials de Trinitat i Tobago i va quedar en llibertat sota fiança de 2,5 milions de dòlars. A finals de 2019 segueix pendent de la resolució de recursos la seva extradició als Estats Units.
El setembre de 2015, va ser inhabilitat a perpetuïtat pel Comitè d'Ètica de la FIFA.

## Trajectòria
Jack Warner va néixer a Rio Claro, al sud de l'illa de Trinitat, el 26 de gener de 1943. Va estudiar al Presentation College de Chaguanas, al College Training Teachers i a la Universitat de les índies Occidentals (UWI), on es va llicenciar en història i va obtenir un diploma en relacions internacionals.
El 1971, Warner es va convertir en professor d'història del North Eastern College i professor de sociologia a temps parcial a la UWI. Entre els anys 1972 i 1993, va ser professor d'història a l'Institut Politècnic.
El 1974, Warner va ser nomenat secretari general de l'Associació de Futbol de Trinitat i Tobago (TTFA). El 1990 va ser elegit president de la Unió Caribenya de Futbol, renunciant al seu càrrec a la TTFA, però sent nomenat immediatament assessor especial.
El 1983, Warner es va convertir en vicepresident del CONCACAF i també es va incorporar al Comitè Executiu de la FIFA. Warner va ser elegit president de la CONCACAF el 1990, susbstituint a Joaquín Soria Terrazas que havia ocupat el càrrec durant vint anys i, el 1997, va ser nomenat vicepresident de la FIFA.
Jack Warner és el president del Joe Public FC, que va fundar el 1996 després de la no classificació de Trinitat i Tobago per a la fase final de la Copa del Món de futbol. Warner també va ajudar a fundar la Lliga de Futbol Professional de Trinitat i Tobago (PFL), la primera lliga de futbol professional del Carib, que des de llavors va ser substituïda per la Lliga de Trinitat i Tobago de futbol.
Warner es va iniciar en el món empresarial comprant propietats a l'illa de Trinitat amb el sou i les bonificacions que va rebre de la FIFA. És propietari d'hotels, apartaments i altres instal·lacions immobiliàries, incloses les oficines utilitzades per la TTFA i la CONCACAF que li reporten uns ingressos de més de 300.000 dòlars anuals.
El 20 de juny de 2011, la FIFA va anunciar la renúncia de Warner de totes les seves responsabilitats en el futbol internacional tot confirmant la suspensió provisional que havia acordat el Comitè d'Ètica de la FIFA el mes anterior. Jack Warner estava implicat en diverses controvèrsies i denúncies de corrupció que es remuntaven a la dècada de 1980 i que van culminar, l'any 2015, amb l'acusació formal per part de la justícia estatunidenca en el conegut com a Cas Fifagate i en la inhabilitació a perpetuïtat de la FIFA per a exercir qualsevol activitat relacionada amb el món del futbol.

## Controvèrsies

### Bonificacions a la selecció de futbol de Trinitat i Tobago
Abans de la Copa del Món de la FIFA 2006, Warner, com a assessor especial de la TTFA, va negociar un acord entre l'Associació i els jugadors de la selecció de futbol de Trinitat i Tobago per compartir els ingressos de la seva participació en la copa del món. Després del torneig, l'Associació va oferir una xifra que va ser qüestionada i rebutjada pels jugadors per considerar-la incorrecta. Warner va criticar l'actitud dels jugadors acusant-los de tenir sotmès tot un país a causa de la seva cobdícia. L'associació de jugadors va respondre acusant Warner de prendre decisions malgrat ser només un assessor de la TTFA. El cas va arribar a un tribunal britànic d'arbitratge proposat per la TTFA i acceptat pels jugadors. El tribunal va dictaminar que Warner tenia autoritat per pactar i que els jugadors tenien dret a la meitat dels ingressos per la seva classificació i participació en el mundial de 2006. La TTFA va recórrer la sentència davant els tribunals de justícia, però el tribunal suprem va ordenar que es complissin les obligacions financeres amb els jugadors.

### Candidatura d'Anglaterra per organitzar el Mundial de 2018
El 2007, Warner va provocar una forta polèmica en una entrevista a la BBC parlant sobre les possibilitats d'Anglaterra d'organitzar la Copa Mundial de la FIFA 2018. Va fer afirmacions dient que «Anglaterra va inventar l'esport, però mai no havia tingut cap impacte en el futbol mundial» o que «Per a Europa, Anglaterra és irritant», i que «ningú a Europa li agrada Anglaterra». A més, Warner va proposar que, si se celebrava la Copa del Món a Europa, s'hauria de celebrar a Itàlia, Espanya o França, països que van acollir la competició el 1990, 1982 i 1998, respectivament.

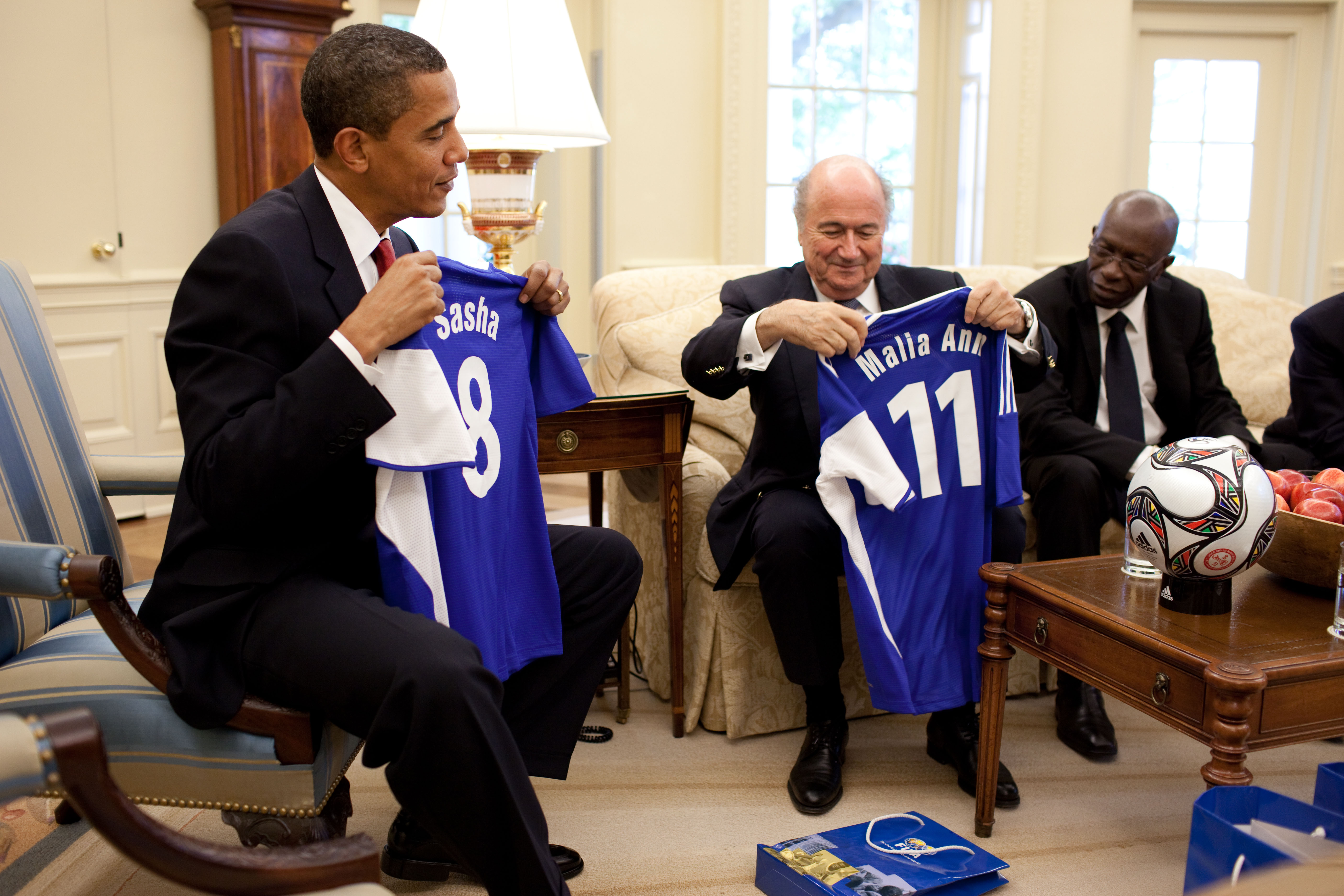
Warner amb Sepp Blatter i Barack Obama

No obstant això, el 14 de febrer de 2008, Warner es va retractar d'aquesta postura. L'Associació Anglesa de Futbol va acordar visitar Trinitat i Tobago per disputar un partit amistós contra la selecció nacional de futbol amb la condició que Warner es disculpés. Warner va argumentar que ja havia arribat el moment que Anglaterra tornés a organitzar una mundial i que hi havia dues o tres generacions d'anglesos que no havien vist un mundial al seu país.
Durant el procés d'oferta per acollir la Copa Mundial de la FIFA del 2018 i el 2022, Warner va donar suport a l'oferta anglesa, prometent votar a favor d'Anglaterra en el sorteig de desembre de 2010.
Rússia va guanyar la votació per celebrar la Copa Mundial de la FIFA el 2018, i Jack Warner va informar àmpliament que havia votat a favor de la candidatura russa.

### Jocs de Mayagüez 2010 (Puerto Rico)
Warner va retirar unilateralment, i a darrera hora, el suport de la CONCACAF a la competició de futbol dels jocs de Mayagüez 2010 afirmant que les instal·lacions del torneig no complien els «mínims necessaris per a la realització d'un torneig internacional». Va amenaçar de sancionar els països que hi participessin amb la retirada de les acreditacions i la retallada de subvencions.

### Venda de bitllets al mercat negre
Jack Warner era accionista de Simpaul Travel, una empresa familiar de viatges i vacances. A finals de 2002, diverses publicacions mundials de mitjans van denunciar que Warner havia obtingut un benefici de 350.000 dòlars americans venent entrades de la Copa del Món de Futbol de 2002. En una sèrie de reportatges durant el desembre de 2005, el Trinidad i Tobago Express va revelar que Simpaul estava oferint paquets de 30.000 dòlars als mundials de 2006 a Alemanya. El comitè d'ètica de la FIFA va criticar les ofertes d'entrades i va concloure que Warner havia abusat de la seva posició per obtenir beneficis personals i que no havia declarat els seus interessos comercials. Warner va acceptar tallar tots els vincles familiars amb Simpaul immediatament. Tot i això, el seu fill Daryan va seguir sent director de Simpaul durant tota la Copa del Món de 2006, mentre que el seu ajudant personal va seguir sent el secretari de l'empresa de Simpaul.
La FIFA va iniciar una investigació i va demanar als seus auditors Ernst & Young que ho examinessin. En un informe enviat a la FIFA el març del 2006, els auditors estimaven que la família de Warner havia obtingut un benefici d'almenys un milió de dòlars per revendre entrades del Mundial de 2006, que Warner havia ordenat o venut directament en nom de la TTFA. Els informes del comitè executiu de la FIFA van determinar que s'havia infringit l'article 5 de la FIFA i van imposar una multa de gairebé un milió de dòlars a la família Warner.

### Copa del Món de la FIFA 2018
El 10 de maig de 2011, l'expresident de l'Associació Anglesa de Futbol, Lord Triesman, va acusar Warner, entre d'altres, de demanar una compensació a canvi dels vots per a la candidatura de la Copa Mundial del Mundial d'Anglaterra 2018. Aparentment, Warner va demanar 2,5 milions de lliures esterlines per destinar a la construcció d'un centre educatiu a Trinitat. Sir Dave Richards, el president de la Premier League, que va estar present a la reunió, va confirmar que la intenció de fer efectius els vots era implícita, ja que no es va manifestar explícitament. No obstant això, Warner va qualificar les denúncies com «una ximpleria».
El 26 de maig de 2011, la BBC va publicar un correu electrònic de Warner a la federació anglesa de futbol demanant fons per adquirir per compte d'Haití els drets de televisió de la Copa del Món. L'article anterior també citava que la FIFA negava que s'hagués concedit mai els drets televisius per a aquesta competició a la república d'Haití. Segons Lord Triesman, Warner havia sol·licitat fons dels anglesos al seu compte personal perquè pogués adquirir els drets com a gest humanitari cap al poble haitià. A canvi, la candidatura anglesa podria esperar el seu suport durant el procés d'oferta. La suma total que havia sol·licitat Warner en aquesta ocasió era d'1,6 milions de dòlars.

### Drets televisius de la Copa del Món
El desembre de 2011, Warner va afirmar haver adquirit els drets de televisió per a les edicions 1998, 2002, 2006, 2010 i 2014 de la Copa Mundial de la FIFA per a Trinitat i Tobago, a través d'una companyia mexicana. Warner va afirmar haver adquirit els drets per a la Copa Mundial de la FIFA de 1998 per un dòlar. Warner també va afirmar que es va negar a donar suport a Sepp Blatter a les eleccions presidencials de la FIFA de 2011 malgrat que se li oferissin els drets a la Copa del Món de 2018 i 2022, de nou per una quota nominal. Warner va al·legar a més que se li van oferir altres incentius per desenvolupar el futbol al Carib. Warner afirma que sempre va utilitzar els ingressos per la venda dels drets per desenvolupar el futbol al Carib.

### Fons del terratrèmol d'Haití
El febrer de 2012, la TTFA va reclamar que les donacions per a Haití fetes després del terratrèmol de 2010 fossin ingressades en un compte bancari controlat per Warner. Posteriorment, la FIFA va congelar el finançament a la TTFA fins que no rebés una explicació. Jack Warner va suggerir que les denúncies eren una conspiració, dient que «no tinc res a respondre a ningú. Qui vol fer denúncies, fa denúncies. Pregunteu-vos, com a membres objectius dels mitjans de comunicació: Per què ara ...? I després d'obtenir el perquè ara, només heu d'ajuntar els punts i observar».

### Denúncies de mala gestió
El 19 d'abril de 2013, el Comitè d'integritat de la CONCACAF, encapçalat per David Simmons, exjutge en cap de Barbados, va publicar un informe acusant Warner i el seu amic Chuck Blazer de mala gestió i frau massiu. S'al·legava que Warner havia ocultat la propietat del terreny sobre el qual es va construir el Centre d'Excel·lència Joao Havelange de la CONCACAF, fet que el convertia en el propietari efectiu de l'edifici. La primera reacció pública de Warner va ser desafiant: «Fins on jo sé, això no té fonament i és malintencionat. Vaig deixar la CONCACAF i vaig girar l'esquena al futbol fa dos anys. Des de llavors no he tingut el mínim interès en cap tema relacionat amb el futbol».

## Fifagate
El maig del 2015, Warner va ser acusat pel Departament de Justícia dels Estats Units i es va dictar una ordre de detenció per a ell i altres oficials de la FIFA. Warner i els altres van ser acusats de "frau electrònic, associació il·lícita i blanqueig de capitals".
Warner es va lliurar a la policia de Trinitat el mes de maig i va quedar en llibertat sota fiança de 2,5 milions de dòlars i pendent d'extradició als Estats Units. La setmana següent, Warner va dir públicament que tenia documents que vinculaven el resultat de les eleccions generals de Trinitat i Tobago de 2010 amb les finances de la FIFA i ell mateix. Warner va fer les declaracions en una emissió política de televisió nacional de pagament, dient que la seva vida estava en perill, que havia lliurat els documents als advocats i, «ja no guardaré secrets per als que busquen activament destruir el país.»
Després que els Estats Units sol·licitessin formalment la seva extradició el juliol de 2015, Warner va recórrer contra el procediment representat per un prestigiós equip legal. Després de més de dos anys i de diverses sentències i apel·lacions, a finals de 2019 seguia pendent d'executar-se l'extradició de Warner als Estats Units.
El juliol de 2019, un tribunal dels Estats Units el va jutjar en rebel·lia en una demanda civil presentada per la CONCACAF, a la que Warner no va comparèixer, i el va condemnar a la restitució de 79 milions de dòlars americans que havia obtingut fraudulentament de la CONCACAF.
El setembre de 2015, va ser inhabilitat a perpetuïtat per haver infringit diversos articles del codi ètic de la FIFA.
El 6 d'abril de 2020, un tercer escrit de la fiscalia estatunidenca va ampliar les acusacions pel cas Fifagate a quatre implicats més. En el mateix escrit es van reformular les acusacions a tretze dels implicats en els escrits anteriors. Un d'aquests tretze era Jack Warner, al que s'acusava ara de blanqueig de capitals, frau electrònic i conspiració per a delinquir.